# Adolfo Rosenthal
Adolfo Osvaldo Orico Rosenthal (Rio de Janeiro, 16 de dezembro de 1961), formado em História pela PUC-RJ, é cineasta, diretor de teledramaturgia, produtor e autor-roteirista brasileiro, filho da atriz e cantora Vanja Orico e do engenheiro André Rosenthal.
Iniciou sua carreira em 1985, no departamento de aberturas da  TV Globo, e, em 1988, torna-se o  responsável na Rede Manchete por aberturas de novelas como Pantanal, Kananga do Japão e Xica da Silva. Em 1991, codirige a minissérie O Farol, adaptação de obra de seu avô, o escritor Osvaldo Orico.
A partir de 1995, torna-se produtor independente, realizando comerciais e programas de TV para canais como Multishow, Canal Brasil e Futura.
Em 2006, produz e dirige uma série exibida no Fantástico da  TV Globo, que reconstituiu a trajetória aérea de Santos Dumont. 
A partir de 2007, dirige e co-produz, em parceria com a produtora Contém Conteúdo, uma coleção de sete telefilmes adaptados de obras de grandes autores nacionais, como Machado de Assis, Érico Veríssimo, Carlos Heitor Cony, Aluízio Azevedo, João do Rio e Jorge Amado, a maioria exibidos no Especial Record de Literatura e ainda no Universal Channel, TV Brasil e TV Escola.

## Filmografia
- "Manual prático da melhor idade" (Telefilme, 2014)
- "Santo Marcos, Goleiro de Placa" (Longa-metragem, 2013)
- "O Fim de Arsênio Godard" (Telefilme, 2013)
- "O Crime e o Burguês" (Telefilme, 2013)
- "O Milagre dos Pássaros" (Telefilme, 2012)
- "O Madeireiro" (Telefilme, 2011)
- "As Mãos de Meu Filho" (Telefilme, 2010)
- "Machado do Brasil" (Telefilme, 2010)
- "Uns Braços" (Telefilme, 2009)
- "Os Óculos de Pedro Antão" (Telefilme, 2008)
- "Santos-Dumont: o Desafio do Ar" (Docudrama/Micro-série, 2006)
- "O Farol" (Minissérie, TV Manchete, 1991)